# Tipula subturbida
Tipula subturbida är en tvåvingeart som beskrevs av Alexander 1933. Tipula subturbida ingår i släktet Tipula och familjen storharkrankar. Inga underarter finns listade i Catalogue of Life.